# Joseph Franklin Rutherford
Pour les articles homonymes, voir Rutherford.
Joseph Franklin Rutherford, né le 8 novembre 1869 à Versailles au Missouri et mort le 8 janvier 1942 à San Diego en Californie, aussi connu sous le nom de « Juge » Rutherford, est le deuxième président de la Watch Tower Bible and Tract Society. Il joue un rôle primordial dans l'organisation et le développement doctrinal des Témoins de Jéhovah, groupe religieux dérivé du mouvement des Étudiants de la Bible, créé en 1881 par son prédécesseur Charles Taze Russell.
Joseph Rutherford commence sa carrière en travaillant en tant que greffier de justice, avocat et procureur. Il devient juge spécial du quatorzième district judiciaire du Missouri peu de temps après 1895. À cette époque, il développe un intérêt particulier pour les doctrines de la Watch Tower Society et de son président Charles Taze Russell, ce qui le pousse à rejoindre le mouvement des Étudiants de la Bible et à se faire baptiser en 1906. Il est nommé conseiller juridique de la Watch Tower Society en 1907, ainsi que surveillant itinérant avant son élection au poste de président en 1917. Le début de sa présidence est marqué par un différend au sein du conseil d'administration de la Société, car quatre des sept membres qui le composent l'accusent de comportement autocratique et cherchent à réduire ses pouvoirs. Ce différend et la crise qui en résulte divisent la communauté des Étudiants de la Bible et contribuent à la perte d'un septième des partisans en 1919 et de milliers d'autres jusqu'en 1931. Rutherford et sept autres dirigeants de la Watch Tower Society sont emprisonnés en 1918 après des accusations portées à l'encontre de la publication Le Mystère de Dieu accompli, ouvrage jugé séditieux à cause de son opposition à toute intervention armée alors que la Première Guerre mondiale fait rage.
Rutherford introduit de nombreux changements doctrinaux et organisationnels qui ont façonné les croyances et les pratiques actuelles des Témoins de Jéhovah. Il impose la création d'une structure administrative centralisée pour le mouvement mondial des Étudiants de la Bible, qu'il appelle plus tard « une théocratie », et demande à tous les adhérents de distribuer des publications par la prédication en porte-à-porte et de fournir des rapports réguliers de leur activité de prédication. Il établit également des programmes de formation à la prise de parole en public dans le cadre des réunions cultuelles hebdomadaires des Témoins de Jéhovah. Il fixe l'année 1914 comme date du retour invisible du Christ, affirme que le Christ est mort sur un poteau plutôt que sur une croix, formule le concept actuel des Témoins d'Armageddon, comme étant la guerre de Dieu contre les injustes, et renforce la croyance selon laquelle le début du règne millénaire du Christ est imminent. Il condamne l'observance des célébrations traditionnelles comme Noël ou les anniversaires de naissance, le salut au drapeau national ou le chant de l'hymne patriotique. Il introduit en 1931 le nom de « Témoins de Jéhovah » et en 1935 le terme de « Salle du Royaume » pour désigner leur lieu de culte.
Il est l'auteur de vingt-et-un livres et est crédité par la Watch Tower en 1942 de la distribution d'environ 400 millions de livres et brochures. Malgré une baisse importante de l'effectif global au cours des années 1920, il est multiplié par plus de six à la fin des vingt-cinq années de présidence de Rutherford.

## Biographie

### Jeunesse
Joseph Franklin Rutherford naît le 8 novembre 1869 à Versailles, petite ville du comté de Morgan, au Missouri. Il est le fils de James Calvin Rutherford et de Leonora Strickland et grandit dans une famille de fermiers baptistes proche de la pauvreté. Certaines sources donnent Boonville comme son lieu de naissance mais, selon son certificat de décès, il est bien né à Versailles,. Rutherford s'intéresse au droit dès l'âge de 16 ans. Si son père s'oppose à cet intérêt, il l'autorise toutefois à aller à l'université s'il paye un ouvrier pour prendre sa place dans la ferme familiale. Rutherford contracte un emprunt et finance ses études en travaillant en tant que vendeur d'encyclopédies en porte-à-porte et greffier de justice,.

### Carrière en droit
Il passe deux ans en tant que stagiaire d'un juge avant de devenir greffier à vingt ans et d'être admis au barreau du Missouri en mai 1892 à vingt-deux ans. Il devient par la suite avocat de première instance au sein d'un cabinet puis procureur général de Boonville pendant sept ans. Il fait brièvement campagne pour le candidat démocrate à la présidence William Jennings Bryan. Il est nommé juge spécial du huitième tribunal judiciaire du Missouri, servant de juge suppléant au moins une fois lorsqu'un titulaire ne fut pas en mesure de tenir une audience,,,,. En raison de cette nomination, il devient connu sous le sobriquet de « Juge » Rutherford. Il est admis au barreau de New York en 1909 et commence à plaider devant la Cour suprême des États-Unis la même année.

### Watch Tower Society

#### Débuts

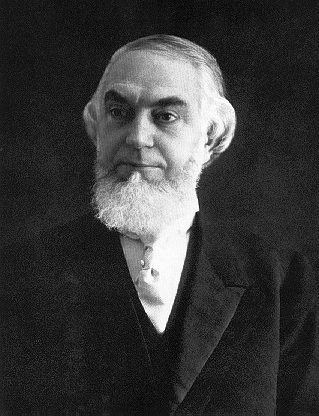
Charles Taze Russell, fondateur du mouvement des Étudiants de la Bible.

En 1894, Rutherford achète à deux colporteurs, qui visitent son bureau les trois premiers volumes, de l'Aurore du Millénium, une série de livres d'étude de la Bible écrits par Charles Taze Russell. Rutherford, qui considère alors toutes les religions comme hypocrites et superficielles, est frappé par la sincérité et les sentiments de Russell envers la religion,. Il écrit alors immédiatement à la Watch Tower Society pour dire combien il apprécie les livres de Russell. Il se fait baptiser douze ans plus tard et commence avec sa femme à tenir des classes bibliques à leur domicile. En 1907, il devient conseiller juridique de la Watch Tower Society au siège de Pittsburgh, et à partir de ce moment il commence à faire des conférences en tant que représentant « itinérant » de la Société. La santé de Russell se détériorant, Rutherford le représente lors de voyages en Europe, et en avril 1915, il le remplace pour parler lors d'un grand débat avec le prédicateur baptiste J. H. Troy pendant quatre soirées à Los Angeles devant un auditoire d'environ 12 000 personnes, traitant de sujets variés, dont l'état des morts, l'enfer de feu et la seconde venue du Christ,,. En 1915, Rutherford écrit une brochure intitulée A Great Battle in the Ecclesiastical Heavens afin de défendre Russell. En septembre 1916, il est nommé président des Étudiants de la Bible à l'assemblée de Los Angeles.

#### Conseil d'administration

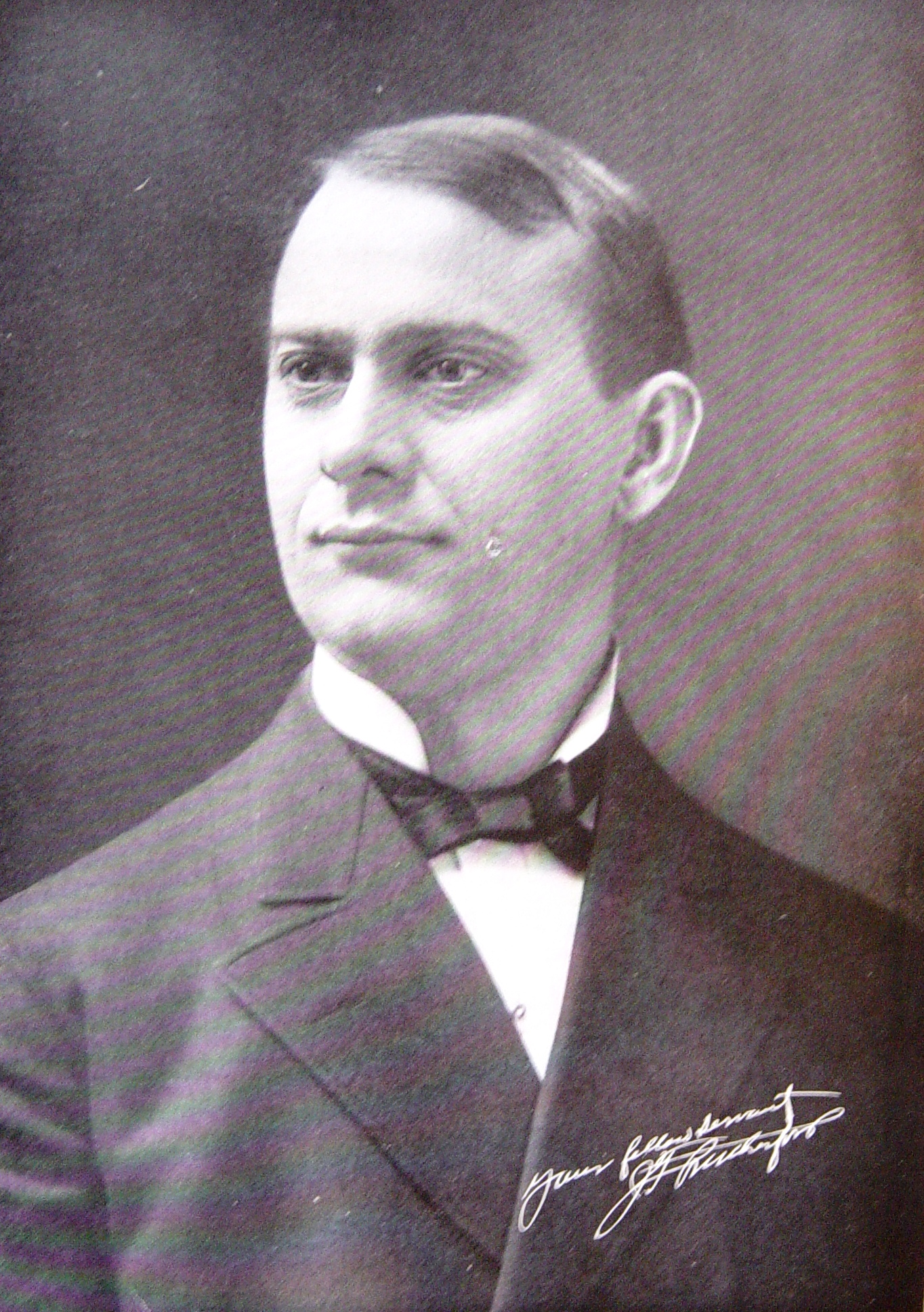
Rutherford en 1911.

En 1916, il devient l'un des sept directeurs de la Watch Tower Society et à la mort de Russell le 31 octobre de la même année, il forme, avec le vice-président Alfred I. Ritchie et le  secrétaire-trésorier William E. Van Amburgh, un comité exécutif pour diriger la société de Pennsylvanie jusqu'à l'élection d'un nouveau président en janvier. Il rejoint également le comité éditorial de cinq personnes responsable de l'édition de La Tour de garde, à partir du numéro du 15 décembre 1916. Le testament de Russell, rédigé en 1907, donne le nom des cinq personnes qu'il souhaite voir diriger le périodique après sa mort. Rutherford n'apparaît que sur une deuxième liste de cinq membres qui sont censés occuper les postes qui se libéreraient ultérieurement.
Alexander H. Macmillan, un Étudiant de la Bible qui tient le rôle de conseiller auprès du comité exécutif, rapporte que les tensions au siège de la Watch Tower Society montent à mesure que le jour de l'élection du président se rapproche : « Quelques ambitieux au siège », écrit-il, « dirigeaient des comités électoraux ici et là, faisant campagne pour que leur candidat soit choisi. Cependant, Van Amburgh et moi-même détenions un plus grand nombre de voix. Beaucoup d'actionnaires, connaissant notre longue association avec Russell, nous ont envoyé leurs procurations pour qu'elles aillent à  celui que nous pensions être le mieux adapté pour remplir la fonction ». Macmillan, alors à l'article de la mort, refuse la proposition que lui avait faite Russell de prendre le poste de président, et tombe d'accord avec Van Amburgh sur le fait que Rutherford est le meilleur candidat. Et d'ajouter : « Rutherford ne savait pas ce qui se passait. Il n'a certainement pas fait de campagne ni de démarchage, mais je pense qu'il était inquiet, sachant que s'il était élu, un gros travail l'attendrait [...] Il ne fait aucun doute que ce choix était le reflet de la volonté du Seigneur. Il est certain que Rutherford lui-même n'avait rien à voir avec cette décision ».

#### Conflit à propos de la présidence
Le 6 janvier 1917, Rutherford, âgé de 47 ans, est élu, sans opposition, au poste de président de la Watch Tower Society à l'assemblée générale de Pittsburgh. Le règlement, adopté à la fois par l'assemblée de Pittsburgh et par le conseil d'administration, stipule que le nouveau président sera le directeur général de la Société et lui donne entière responsabilité dans la conduite de ses affaires de par le monde.
En juin, quatre des sept directeurs de la Watch Tower Society, Robert H. Hirsh, Alfred I. Ritchie, Isaac F. Hoskins et James D. Wright, convaincus de s'être trompés en laissant à Rutherford les pleins pouvoirs, l'accusent d'être devenu un autocrate. Le même mois, Hirsh tente d'annuler le nouveau règlement administratif et de reprendre au président la direction du conseil d'administration. Rutherford confie par la suite qu'il avait senti qu'une conspiration se tramait parmi les directeurs afin de prendre le contrôle de la Société. En juillet, Rutherford se fait confirmer par un avocat d'affaires de Philadelphie qu'aucun de ses opposants ne peut légalement réclamer la direction de la Société. Si l'histoire officielle de la Watch Tower Society publiée en 1959 affirme que les administrateurs opposés à Rutherford ont reçu un avis juridique confirmant celui obtenu par le président, les brochures produites par les anciens membres du conseil indiquent que plusieurs avocats étaient en désaccord avec Rutherford,,. Le 12 juillet, Rutherford nomme aux quatre places vacantes du conseil d'administration Macmillan et trois Étudiants de la Bible de Pennsylvanie, W. E. Spill, J. A. Bohnet et George H. Fisher. Entre août et novembre, la Société et les quatre directeurs évincés publient une série de tracts dans lesquels ils s'accusent d'avoir un comportement ambitieux et imprudent. Les anciens directeurs affirment également que Rutherford a demandé à tous les employés du siège de signer une pétition de soutien en menaçant de licenciement quiconque refuserait. Le 8 août, les quatre anciens directeurs sont renvoyés du siège de Brooklyn, et le 5 janvier 1918, Rutherford est replacé à la tête du bureau par les actionnaires de la Société.
Cette controverse a pour conséquence une scission au sein du mouvement des Étudiants de la Bible, certaines congrégations se rangeant du côté de Rutherford et d'autres du côté de ceux qu'il a expulsés,. Au milieu de l'année 1919, un des sept membres du comité décide de quitter l'administration, plutôt que d'accepter la direction de Rutherford. Pendant la décennie suivante, des dizaines de partisans quittent le mouvement pour rejoindre d'autres groupes comme le mouvement Stand Fast, le Mouvement Missionnaire Intérieur Laïque, l'Association des Étudiants de la Bible de l'Aurore, l'Institut Pastoral de la Bible, le Mouvement de la Voix d'Élie et la Société de l'Aigle.

#### Le Mystère de Dieu accompli

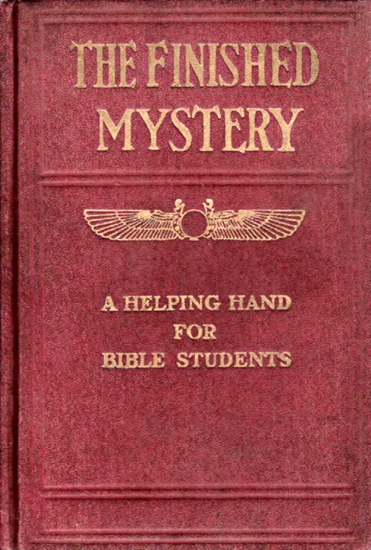
Couverture du livre Le Mystère de Dieu accompli en version originale.

À la fin de l'année 1916, George H. Fisher et un autre Étudiant de la Bible important au siège de Brooklyn, Clayton J. Woodworth, demandent l'approbation du comité d'administration pour faire paraître un livre sur les prophéties de la Révélation et du Livre d'Ézéchiel, basés principalement sur les écrits de Russell. La mise au point de l'ouvrage, Le Mystère de Dieu accompli, se déroule à l'insu de l'intégralité du bureau de direction et du comité éditorial. Il est remis par Rutherford à l'équipe du Béthel le 17 juillet 1917, le jour même de l'arrivée des quatre directeurs remplaçants,.
Le livre, parfois qualifié de manière trompeuse de septième volume posthume des Études des Écritures de Russell, est désapprouvé par les opposants de Rutherford et devient un best-seller, traduit en six langues et publié en une série d'articles dans La Tour de garde,,. S'attendant à ce que le Royaume de Dieu établisse la loi sur terre et que les saints soient élevés au ciel en 1918, Rutherford écrit en janvier de la même année : « Le chrétien attend l'année qui apportera la pleine réalisation des espoirs de l'église »,,. Il entreprend alors une vaste campagne publicitaire pour dévoiler « l'injustice » des religions et leurs alliances avec les gouvernements « de la bête », expliquant ses convictions dans Le Mystère de Dieu accompli en déclarant que le patriotisme est une illusion et un meurtre,. La campagne attire l'attention des gouvernements et le 12 février 1918, le livre est interdit par le gouvernement canadien puisqu'il contient des déclarations jugées « séditieuses et anti-guerre » selon un journal de Winnipeg. Le 24 février de la même année à Los Angeles, Rutherford prononce un discours : Le monde a pris fin ! Des millions de personnes actuellement vivantes peuvent ne jamais mourir !, dans lequel il condamne le clergé en déclarant : « En tant que groupe, selon les Écritures, les membres du clergé sont les hommes les plus répréhensibles de la terre pour la Grande Guerre qui afflige maintenant l'humanité »,,. Trois jours plus tard l'Army Intelligence Bureau saisit les bureaux de Los Angeles de la Société et confisque les ouvrages.

#### Emprisonnement et libération

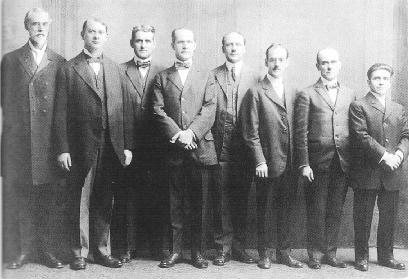
Les huit administrateurs de la Société en 1918 qui ont été emprisonnés. De gauche à droite : William Van Amburgh, Joseph Rutherford, Hugh Macmillan, Robert Martin, Frederick Robison, Clayton Woodworth, Robert Fisher et Giovanni De Cecca.

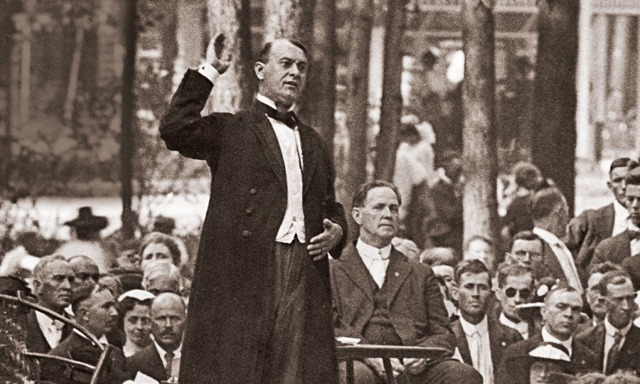
Rutherford prononçant un discours en 1919, peu de temps après sa libération.

Au début du mois de mai 1918, le procureur général des États-Unis Thomas Watt Gregory qualifie l'ouvrage de Rutherford et de ses collaborateurs, Le Mystère de Dieu accompli, d'« un des plus dangereux exemples de [...] propagande [...] une œuvre dans un langage très religieux et distribuée en grand nombre ». Des mandats sont alors délivrés pour procéder à l'arrestation de Rutherford et de sept autres directeurs de la Watch Tower Society, accusés, en vertu de la loi sur l'espionnage de 1917, de tenter de provoquer l'insubordination, la déloyauté, le refus du devoir de guerre et l'obstruction du service de recrutement et d'enrôlement de l'armée américaine alors que le pays est en guerre. Le 21 juin 1918, les huit administrateurs, dont Rutherford, sont condamnés à vingt ans de réclusion. Rutherford craint alors que ses adversaires n'obtiennent le contrôle de la Société en son absence, mais le 2 janvier 1919, il apprend qu'il a été réélu président lors de l'assemblée de Pittsburgh tenue la veille, le convainquant une nouvelle fois que sa présence à ce poste est la volonté de Dieu. En mars 1919, les administrateurs sont libérés sous caution après qu'une cour d'appel conclut qu'ils avaient été condamnés à tort ; le gouvernement annonce en mai 1920 que tous les chefs d'accusation sont abandonnés.

#### Bilan des changements

##### Administratifs
Après sa libération de prison, Rutherford entreprend une vaste réorganisation des activités des Étudiants de la Bible. Lors de l'assemblée de mai 1919 qui se tient dans l'Ohio, il annonce la publication d'un nouveau périodique, L'Âge d'or (plus tard renommé Réveillez-vous !). Russell ayant stipulé dans son testament que la Société ne devait publier aucun autre magazine, ce nouveau périodique est d'abord publié par Woodworth, Hudgings & Martin, à une adresse située à Manhattan au lieu de Brooklyn,. En quelques mois, les Étudiants de la Bible s'organisent pour distribuer la revue en porte-à-porte. Rutherford fait agrandir les imprimeries de la Société, relance le travail de colportage et, en 1920, demande à chaque Étudiant de la Bible de remettre un rapport hebdomadaire de son activité de prédication,. Il agrandit et réorganise les filiales à l'étranger dans ce qu'il considère être une œuvre d'« épuration » et de « passage au crible »,.
À partir de l'assemblée de huit jours qui se tient à Cedar Point, dans l'Ohio, en septembre 1922, Rutherford lance une série de grandes assemblées internationales sous le thème Proclamez le Roi et son Royaume !, rassemblant au total plus de 20 000 personnes. Les auditoires sont encouragés à « répandre le message en tous lieux ». Il souligne que le principal devoir de tous les Étudiants de la Bible est de devenir des « hérauts » en accomplissement de Matthieu 24:14, particulièrement grâce à l'évangélisation en porte-à-porte par le moyen des publications de la Société,. En 1928, Rutherford commence à diffuser l'idée selon laquelle l'assemblée de Cedar Point et les événements qui en découlent participent à l'accomplissement de la prophétie des mille deux cent quatre-vingt-dix jours de Daniel 12:11,.
En 1920, Rutherford publie une brochure intitulée Des millions de personnes actuellement vivantes ne mourront jamais ! et un an plus tard il publie son premier livre à couverture rigide La Harpe de Dieu. Ces ouvrages sont suivis de dix-neuf livres à couverture rigide supplémentaires, chacun ayant pour titre un seul mot, comme Création (1927), Jéhovah (1934) ou Enfants (1941). Ses publications atteignent un total de plus de 36 millions d'exemplaires. En 1925, il obtient le contrôle total des doctrines qui seront enseignées dans les publications de la Société, annulant le refus du comité éditorial composé de cinq hommes de publier son article La Naissance d'une nation, qui contient des changements doctrinaux importants,. Plus tard, Rutherford déclare que c'est Satan qui « a essayé d'empêcher la publication de cet article [...] en vain ». En 1927, la Watch Tower Society arrête l'impression des Études des Écritures de Russell. Le comité de rédaction est dissout en 1931, après quoi Rutherford écrit chaque article principal de La Tour de garde jusqu'à sa mort. L'Annuaire 1933 des Témoins de Jéhovah observe que la disparition du comité de rédaction indique « que le Seigneur lui-même dirige son organisation ».
En 1924, Rutherford renforce ses moyens de répandre la bonne parole de La Tour de garde en inaugurant des émissions radiophoniques d'une quinzaine de minutes, au début à la WBBR, à Staten Island, et finalement grâce à un réseau d'environ quatre cent quatre-vingt stations radio. En 1931, un discours est diffusé à travers l'Amérique du Nord, l'Australie et la France, mais en raison des attaques de Rutherford contre le clergé, la NBC et la BBC interdisent ses émissions.
En 1928, Rutherford entreprend d'abolir l'élection des anciens par la congrégation, qualifiant ces derniers de « hautains » et de « paresseux » avant d'affirmer, en 1932, qu'élire les anciens n'était pas une pratique biblique,. Il leur fait comprendre la nécessité d'obéir aux « règles », aux « consignes » et aux « directives » de la Société sans réclamation. Des directeurs de service, mandatés par Brooklyn, sont envoyés dans chaque congrégation et une « réunion de service » hebdomadaire est ajoutée aux programmes des réunions. En 1933,  Rutherford annonce que l'arrêt des élections des anciens est une partie de l'accomplissement de la prophétie des deux mille trois cents jours de Daniel 8:13 et 14, et que le « sanctuaire de Dieu », la Watch Tower Society, est ainsi « purifié ».

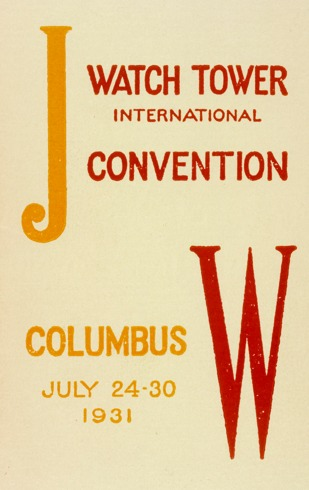
Le programme de l'assemblée de Colombus de 1931, portant les lettres J et W pour Jehovah's Witnesses.

En 1931, lors d'une assemblée des Étudiants de la Bible à Columbus en Ohio, Rutherford propose l'adoption, par l'organisation, d'un nouveau nom : les Témoins de Jéhovah, afin de se différencier des autres groupes dérivés des enseignements de Russell. Les Étudiants de la Bible qui se sont opposés aux enseignements de Rutherford ou s'en sont éloignés sont de plus en plus qualifiés de membres de la « classe asservie au Diable » par La Tour de garde, laquelle ajoute qu'il ne faut pas prier pour ceux qui sont « infidèles »,. Quatre ans plus tard, l'appellation « Salle du Royaume » est choisie pour désigner les lieux de culte des congrégations.
En 1937, le programme de prédication de maison en maison est élargi afin d'inclure de façon formelle les « visites » des personnes intéressées et les Témoins sont encouragés à tenir des études bibliques d'une heure chez elles,. À la fin des années 1930, Rutherford préconise l'utilisation de « voitures sonorisées » et de phonographes portatifs pour faire écouter ses discours aux passants et aux occupants des maisons.
En 1938, il introduit le terme « théocratie » pour décrire le système de gouvernement de la Watch Tower Society, l'ouvrage Consolation expliquant : « La Théocratie est à présent administrée par la Watch Tower Bible and Tract Society, dont le président et directeur général est le Juge Rutherford ». Des « serviteurs de zone » (actuellement connus sous le nom de « surveillants itinérants ») sont nommés pour superviser les congrégations. Dans un article de La Tour de garde, Rutherford déclare que les congrégations doivent se soumettre de plein gré aux changements administratifs,.
En 1942, année du décès de Rutherford, l'assistance mondiale au Mémorial de la mort du Christ est de 140 450 personnes bien que la restructuration de la communauté des Étudiants de la Bible ait engendré une perte importante de fidèles dans les années 1920 et 1930. En effet l'assistance mondiale au Mémorial était passée de 90 434 en 1925 à 17 380 en 1928,. L'assistance n'a pas dépassé à nouveau les 90 000 personnes avant 1940. L'auteur Tony Wills analyse les statistiques de fréquentation et de prédication et conclut qu'il s'agit des Étudiants de la Bible « les plus dévoués » qui sont partis dans les années 1920, avant d'être remplacés par de nouveaux arrivants plus nombreux, alors que Rutherford pense que la perte des anciens Étudiants de la Bible est due à la « secousse » des infidèles par le Seigneur,. Dans l'Annuaire 1942 des Témoins de Jéhovah, Rutherford écrit que les réalisations de cette année « semble[nt] montrer, à première vue, que le travail des Témoins théocratiques sur Terre est plus ou moins terminé »,.

##### Doctrinaux

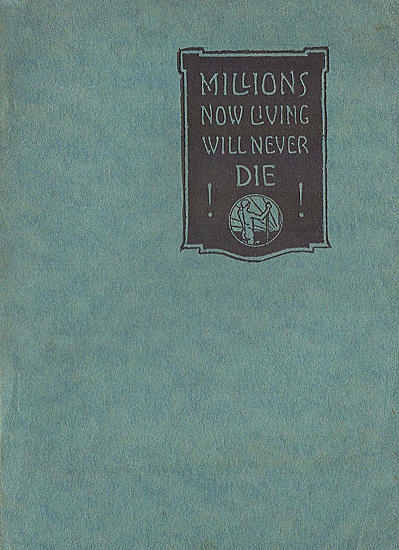
Le livre adapté du discours éponyme Des millions de personnes actuellement vivantes ne mourront jamais ! contient plusieurs changements doctrinaux.

En juillet 1917, Rutherford publie Le Mystère de Dieu accompli, septième volume de la série Études des Écritures. Bien qu'écrit par Fisher et Woodworth, le volume est présenté comme étant une « œuvre posthume » et le « legs ultime » de Russell, tout en contenant plusieurs interprétations et points de vue non soutenus par Russell, dont la demande à tous les Étudiants de la Bible de rejeter la chrétienté et son clergé, l'adoption de nouvelles dates pour l'accomplissement de certaines prophéties, l'affirmation selon laquelle le salut est lié à l'appartenance à la Société, ainsi que l'éviction et la censure de quiconque rejette les interprétations données dans cet ouvrage ou les articles connexes du périodique La Tour de garde de Zion,,,.
Le discours de février 1918 Des millions de personnes actuellement vivantes ne mourront jamais ! présente une révision du calcul du « Jubilé », faisant passer celui-ci de 1875 à 1925, malgré le rejet de ce changement par Russell, quelques mois avant sa mort,,. En octobre 1920, la Société publie une réédition de la brochure Les Figures du Tabernacle. Types des « Sacrifices les plus excellents », publiée en 1881 par Russell. Elle comprend une annexe introduisant plusieurs modifications et réinterprétations du point de vue originel de Russell sur la mort de Jésus et le rôle des disciples de Christ dans les cieux comme préfiguré par les cérémonies du tabernacle juif.
À l'assemblée de Cedar Point en 1922, Rutherford commence à enseigner que le règne de Christ a commencé en 1914 et non en 1878 comme l'enseignait Russell,. Rutherford développe sa thèse dans le numéro du 1er mars 1925 de La Tour de garde, dans l'article La Naissance d'une nation, lequel, il le reconnaît plus tard, « a provoqué un véritable bouleversement dans les rangs ». En 1927, il change la date de la résurrection des « saints endormis » (les chrétiens morts depuis l'Ascension de Jésus) de 1878 à 1918,. Au début des années 1930, il préfère l'année 1914 à 1874 comme date de la présence invisible de Christ,.
À partir de 1925, il élabore sa vision de la bataille d'Armageddon, guerre universelle menée par Dieu et non plus, comme le croyait Russell, déclin de la société humaine sombrant dans l'anarchie sociale, politique et religieuse. Rutherford fonde ses interprétation sur les livres de l'Exode, de Jérémie, d'Ézéchiel et des Psaumes ainsi que sur quelques passages tirés de Samuel, des Rois et des Chroniques,,. Un article de La Tour de garde du 1er janvier 1926, met de nouveau l'accent sur l'importance du nom « Jéhovah » et à partir de 1929, Rutherford enseigne que la justification du nom de Dieu, qui se produira lors de la destruction des millions d'incroyants à Armageddon, est la principale doctrine du christianisme, plus importante encore que les marques de bonté et de miséricorde de Dieu envers l'humanité,,,,. En 1932, il publie son interprétation d'un passage du Livre d'Ézéchiel décrivant l'attaque de Jérusalem par Gog de Magog, il y prédit l'intensification de la persécution des Témoins de Jéhovah qui se conclura par l'intervention de Dieu en leur nom avec le début de la bataille d'Armageddon qui détruira tous les opposants à l'organisation de Dieu.

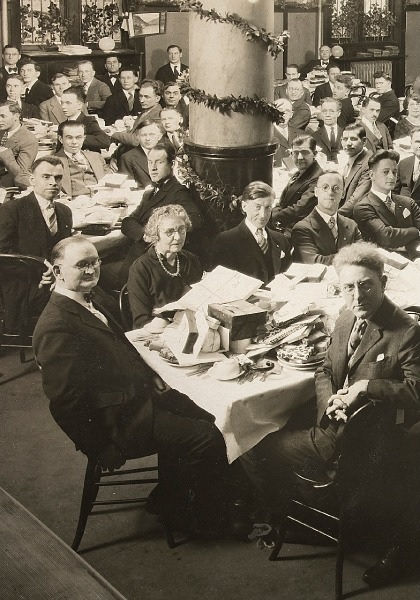
Dernier Noël célébré au siège mondial des Témoins de Jéhovah en 1926.

En 1927, la fête de Noël est déclarée comme d'origine païenne et, cette année-là, sa célébration est condamnée par les Étudiants de la Bible qui y voient un soutien apporté à « l'organisation de Satan »,. La fête des mères est condamnée en 1931, ainsi que d'autres jours saints ou encore les anniversaires de naissance au fil des années suivantes,,.
En 1928, Rutherford rejette l'enseignement de Russell selon lequel les Juifs seraient rétablis en Palestine mandataire et retrouveraient les faveurs de Dieu, bien qu'il ait déclaré dix ans plus tôt que les prophéties concernant leur retour étaient déjà en cours d'accomplissement avec l'enlèvement de la Palestine des mains de l'Empire ottoman par la couronne britannique pendant la Première Guerre mondiale. Il dément que les Juifs aient un quelconque rôle dans l'accomplissement du Royaume de Dieu et en 1933 contredit l'enseignement de Russell en affirmant que les Juifs dirigeants d'entreprises importantes sont « arrogants, suffisants et extrêmement égoïstes » et qu'ils ne peuvent pas être les élus de Dieu. La croyance selon laquelle Dieu rétablirait les Juifs en Palestine est abandonnée à la même époque.
L'enseignement dispensé par Russell selon lequel la Grande Pyramide de Gizeh a été construite sous la direction de Dieu est arrêté en 1928 lorsque Rutherford affirme qu'elle a été construite sous la direction de Satan pour tromper le peuple de Dieu pendant les derniers jours,. Cette annonce provoque de nouvelles défections parmi les Étudiants de la Bible de longue date,.
En 1930, Rutherford publie une réinterprétation de l'Apocalypse. Nombre de symboles du livre sont appliqués aux événements survenus après 1918, particulièrement aux assemblées de la Société qui se sont tenues entre 1922 et 1928. Ces réinterprétations reflètent à la fois un rejet massif de son propre point de vue antérieur et de celui du pasteur Russell,,.
Lors de l'assemblée qui se tient à Washington en 1935, Rutherford rejette la croyance de Russell selon laquelle la « grande foule » de l'Apocalypse 7:9 est une « seconde classe spirituelle » composée des millions de chrétiens qui seront ressuscités aux cieux aux côtés des 144 000 élus, et à la place il soutient que la « grande foule », les « brebis » du chapitre 25 de Matthieu et la « classe de Jonadab » du dixième chapitre du Deuxième Livre des Rois figurent les personnes qui survivraient à Armageddon et recevraient la vie éternelle sur Terre, si elles deviennent Témoin de Jéhovah avant le début de la bataille,.
En 1935, Rutherford s'oppose aux lois américaines demandant aux écoliers de saluer le drapeau en prétendant qu'il s'agit d'un moyen d'inculquer le patriotisme. Dans l'Annuaire 1936 des Témoins de Jéhovah, il déclare qu'un Témoin baptisé qui saluerait le drapeau briserait son alliance avec Dieu et serait ainsi « passible de mort ». En 1940, des enfants de quarante-trois États sont expulsés pour avoir refusé de saluer le drapeau et la Watch Tower Society porte la plupart de ces affaires devant les tribunaux, avec Rutherford défendant personnellement l'affaire infructueuse Minersville School District v. Gobitis. Les controverses à propos du salut au drapeau augmentent et les persécutions contre les Témoins se répandent dans de nombreux États américains jusqu'en 1943 lorsque le tribunal annule sa décision prise ultérieurement dans l'affaire West Virginia State Board of Education v. Barnette. Un magazine de droit américain note à quel point les Témoins de Jéhovah ont aidé à façonner le droit constitutionnel, faisant remarquer que « grâce à un litige presque constant, cette organisation a rendu possible une liste croissante de précédents concernant l'application du Quatorzième amendement sur la liberté de parole et de religion ».
En 1936, Rutherford abandonne la croyance selon laquelle Jésus a été exécuté sur la croix romaine en faveur d'un poteau ou d'un « arbre ».

### Décès et enterrement
À partir de ses 70 ans, Joseph Rutherford suit plusieurs traitements contre le cancer du côlon. Il se fait opérer le 5 novembre 1941, ce qui permet aux médecins de lui découvrir un « carcinome du sigmoïde rectal ». Ils lui donnent alors moins de six mois à vivre. Il décède à Beth Sarim le 8 janvier 1942 à l'âge de 72 ans. La cause officielle du décès est une « urémie due à un carcinome du rectum causé par des métastases pelviennes ».
Un membre de la Watch Tower Society rapporte ainsi l'annonce de son décès : « C'était à midi quand la famille était rassemblée pour le déjeuner.... L'annonce fut brève. Il n'y eut pas de discours. Personne ne prit sa journée pour faire le deuil. Au contraire, nous sommes retournés à l'usine et avons travaillé encore plus ».
Son enterrement est retardé de cinq mois à cause des procédures juridiques entraînées par son désir d'être enterré à Beth Sarim, comme il l'avait spécifié à trois proches conseillers du siège de Brooklyn,,. Selon le périodique Consolation de mai 1942, « Le Juge Rutherford recherchait le début du triomphe du « Roi de l'Orient », Jésus Christ, qui dirige les armées célestes, et il voulait être enterré, à l'aube, face au soleil levant, dans une partie isolée du domaine qui serait administrée par les princes, qui se lèveraient de leurs tombeaux ». Fort de sa croyance selon laquelle les personnages bibliques ressuscités vivraient à Beth Sarim, Rutherford conclut qu'il convenait que sa dépouille soit enterrée sur la propriété.
Le problème juridique survient parce que la propriété Beth Sarim n'est pas considérée légalement comme un cimetière. Afin que la dernière volonté de Rutherford soit respectée, les Témoins recueillent plus de 14 000 signatures sur deux pétitions, une pour qu'il soit enterré à Beth Sarim et une autre pour qu'il le soit dans une proche propriété appartenant à la Watch Tower Society et nommée Beth Shan. Un article de Consolation fustige en ces termes les responsables du comté de San Diego pour leur refus d'accorder un permis pour l'enterrement de Rutherford sur l'une ou l'autre propriété : « Ils n'ont pas décidé du sort des ossements, mais de leur propre sort. Le sang n'est pas non plus sur les mains de qui que ce soit, parce qu'on leur a dit par trois fois que combattre contre Dieu, ou même manipuler les ossements de Son serviteur, leur apporterait la condamnation du Seigneur. [...] Ainsi leur responsabilité est arrêtée et la voie qu'ils ont suivie est celle de Satan »,,.
Les spéculations selon lesquelles ils a été enterré en secret à Beth Sarim sont qualifiées de « rumeurs privées », « démenties à plusieurs reprises » et de « mythes »,,. Le numéro du Time en date du 4 mai 1942 place la tombe de Rutherford à Rossville sur Staten Island à New York, une sépulture privée pour les volontaires de la Watch Tower Society située sur Woodrow Road,,. En 2002, le gardien du cimetière voisin, interrogé sur les tombes de la Watch Tower, répond : « Je ne pourrais pas vous dire qui y est enterré parce qu'il n'y a absolument aucune plaque ni stèle ».
Après son décès, Rutherford est remplacé par Nathan Homer Knorr à la présidence de la Watch Tower Society.

## Personnalité

### Caractère et comportement

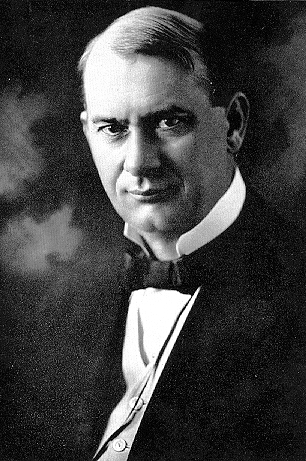
Rutherford en 1910.

Les biographes le décrivent souvent Rutherford comme un grand homme à la carrure solide, au comportement sénatorial et à la voix puissante, qui lui permettent d'être un très bon orateur,,. En 1919, le New York Times déclare que Rutherford « a la réputation d'être un orateur éloquent et énergique ». Les ouvrages de la Watch Tower Society déclarent que sa personnalité est très différente de celle de son prédécesseur. Un livre consacré à l'histoire des Témoins de Jéhovah dit que Russell était gentil, chaleureux et plein de tact alors que Rutherford semble être « chaleureux et généreux envers ses associés mais qu'il peut aussi être une personne directe et brusque, et ses antécédents juridiques et les expériences de sa jeunesse lui ont donné, dans sa façon de gérer les problèmes de ses frères, une franchise qui peut parfois en offenser ». L'Annuaire 1975 des Témoins de Jéhovah ajoute qu'il n'a pas pour habitude de cacher ses sentiments : « sa franchise, même si elle est exprimée avec gentillesse, est parfois mal comprise ». Le codirecteur de la Watch Tower Society, Alexander Hugh Macmillan déclare que Rutherford « parle aux gens aussi simplement et directement qu'il le peut, c'est un homme franc. Il est parfaitement convaincu que ce qu'il a à dire est la vérité et qu'il s'agit d'une question de vie ou de mort ». Il ajoute qu'il « ne tolérerait jamais rien qui soit contraire à ce qu'il a compris clairement de l'enseignement de la Bible. Il est si strict à ce sujet qu'il ne permettrait rien qui semblerait montrer un compromis sur une question de vérité ». L'auteur Tony Wills le décrit comme une personne charitable et généreuse et ajoute que sa sympathie pour les pauvres et les opprimés n'est dépassée que par sa haine pour les riches et les oppresseurs. Wills ajoute qu'il est dynamique, impatient et extraverti. D'autres auteurs mentionnent également son caractère inflammable : James Penton le trouve brusque, modeste, explosif et « tellement suffisant qu'il considère quiconque s'oppose à lui comme le Diable » alors qu'Alan Rogerson écrit qu'il est une « personne dogmatique et insensible, obsédée par son importance personnelle »,.

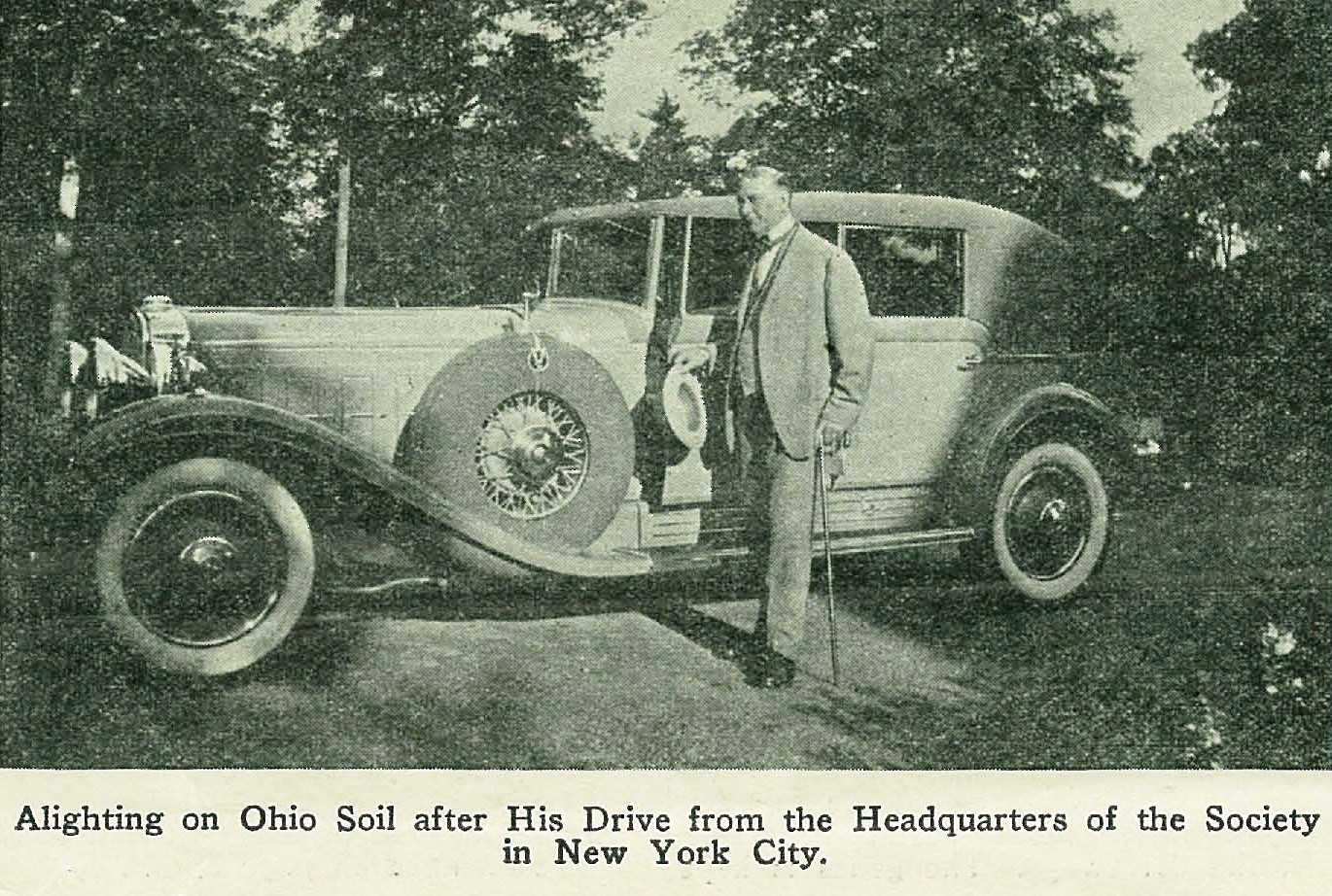
Rutherford avec sa Cadillac V-16 dans la publication Le Messager de 1931.

Sa confrontation avec quatre des directeurs de la Watch Tower Society en 1917 met en évidence la puissance de sa personnalité et sa détermination à combattre pour ce qu'il pense être juste. James Penton affirme que Rutherford mène « une politique ecclésiastique implacable » et Alan Rogerson l'accuse d'utiliser La Tour de garde comme outil de propagande pour attaquer ses adversaires dans ce qui est vraiment une bataille pour garder son poste de président,. Son comportement jugé « autocratique », lorsqu'il cherche à gérer la totalité de la Société et de ses affaires, est au centre des plaintes de ses opposants. Penton qualifie de tyranniques et secrètes les actions de Rutherford lors de sa première année de présidence, notamment sa nomination de nouveaux directeurs, son refus de permettre l'examen des comptes de la Société et sa décision unilatérale de publier Le Mystère de Dieu accompli. À l'opposé, Rutherford déclare : « Il était de mon devoir d'utiliser le pouvoir que le Seigneur avait mis entre mes mains pour soutenir les intérêts des actionnaires et de tous les autres amis de la Vérité à travers le monde.... Être infidèle envers eux revient à être infidèle envers le Seigneur ». Macmillan, qui soutient Rutherford pendant la crise, ajoute que le président est extrêmement patient et « fait tout ce qu'il peut pour aider ses opposants à voir leur erreur, en organisant un certain nombre de rencontres avec eux, en essayant de raisonner avec eux et de leur montrer combien leur entreprise est contraire à la charte de la Société ».
Selon Wills, Rutherford sort de prison en 1919 plein de rancœur envers le monde et la collusion entre le clergé et l'armée qui, selon lui, avait mené à son emprisonnement. Peu de temps après sa libération, il invente l'appellation « Organisation de Satan » pour qualifier ce supposé complot. Dans plusieurs articles de La Tour de garde, il est également cinglant envers les grandes entreprises, les politiciens et la Société des Nations. Rogerson qualifie l'attitude de Rutherford envers le clergé, son ennemi avéré, de « haine sans mélange ». Ses attaques contre les ecclésiastiques, particulièrement ceux de l'Église catholique, à la fin des années 1920, sont assez virulentes pour entraîner l'interdiction de ses émissions sur le réseau de la NBC, qui condamne son « attaque enragée contre la religion organisée et le clergé ». Il critique également les membres de la Watch Tower Society qui ont quitté ses rangs, les qualifiant de « mauvais serviteurs »,. Il exhorte les lecteurs à considérer avec mépris quiconque s'est « ouvertement rebellé contre l'ordre ou les commandements de Dieu » et qualifie de « méprisables » les anciens des années 1930 qui ont refusé de se soumettre aux changements administratifs de la Watch Tower Society,.
Wills affirme que Rutherford semble particulièrement apprécier la façon dont il pense que les méchants seront détruits à Armageddon. Il prétend que dans les derniers temps de son ministère, Rutherford a centré plus de la moitié des Tours de garde de chaque année sur Armageddon.
Selon Penton, le côté austère de Rutherford, mis en lumière par son rejet de Noël, des fêtes d'anniversaire et des autres célébrations qu'il juge païennes ou idolâtres, se traduisit par des mesures visant à rendre austère, à son tour, la vie des Témoins,. En 1938, il ordonne de cesser de chanter lors des réunions de la congrégation, mais les cantiques sont réinstaurés peu après sa mort,,,,.
Les livres et les articles de magazines parus pendant la présidence de Rutherford révèlent son point de vue solide sur « la place de la femme » dans l'église et la société. Dans un livre de 1931, il déclare que le mouvement de libération des femmes d'après 1919 est d'influence satanique, et il ajoute que la coutume que les hommes ont de lever leur chapeau pour saluer les femmes ou de se tenir debout à l'approche d'une femme est un piège du Diable pour détourner les hommes de Dieu,. La Fête des mères y est également décrite comme faisant partie d'un plan pour pousser les hommes à désobéir à Dieu. En 1938, il enjoint aux Témoins d'attendre Armageddon avant de se marier ou d'avoir des enfants, ce qui selon Wills a contribué à de nombreuses mésententes au sein de la communauté. Ainsi, ceux qui se marient sont considérés comme « manquant de foi ». Dans une assemblée tenue en 1941 au Missouri, Rutherford cite la description de la femme que donne Rudyard Kipling : « elle n'est que chiffon, os et cheveux »,.
Raymond Franz, ancien Témoin de Jéhovah et ancien membre du Collège central, prétend qu'il n'y a aucune preuve que Rutherford ait jamais participé à la prédication en porte-à-porte, malgré son affirmation selon laquelle c'est l'obligation et le devoir sacré de tout Témoin. Il ajoute avoir entendu des associés de Rutherford dire que ses responsabilités en tant que président « ne lui permettaient pas de s'engager dans cette activité ». Cependant, Macmillan parle de prédications faites par Rutherford dans des familles en 1905 ou 1906, peu de temps après son baptême, et un article de 1975 cite les expériences de plusieurs Témoins ayant accompagné Rutherford dans l'exercice de son ministère de maison en maison dans les années 1920,. L'histoire officielle des Témoins de Jéhovah note également : « Frère Rutherford en personne est allé prêcher le Royaume de maison en maison avec d'autres assistants ». Le 2 août 1928, lors d'une réunion avec les anciens des Étudiants de la Bible ayant participé à une assemblée générale à Détroit au Michigan, Rutherford dresse la liste de ses responsabilités et conclut : « Lorsque je m'occupe de tous les autres détails, je n'ai plus vraiment le temps d'aller de porte en porte ».
Les auteurs William Whalen et James Penton affirment que Rutherford est à  Russell ce que Brigham Young est au prophète mormon Joseph Smith. Penton ajoute que Russell et Smith étaient des chefs religieux efficaces mais des visionnaires naïfs, tandis que Rutherford et Young étaient des « pragmatistes endurcis qui ont donné une certaine pérennité aux mouvements qu'ils ont dirigés »,.

### Vie privée
Rutherford épouse Mary Malcolm Fetzer, originaire de Boonville, le 31 décembre 1891. Leur fils unique, Malcolm Cleveland, est né le 10 novembre 1892. Le couple se sépare après l'élection de Joseph à la présidence de la Watch Tower Society. Mary reste une Témoin de Jéhovah active jusqu'à ce qu'elle soit confinée dans sa demeure pendant les années précédant sa mort en 1962 à l'âge de 93 ans.

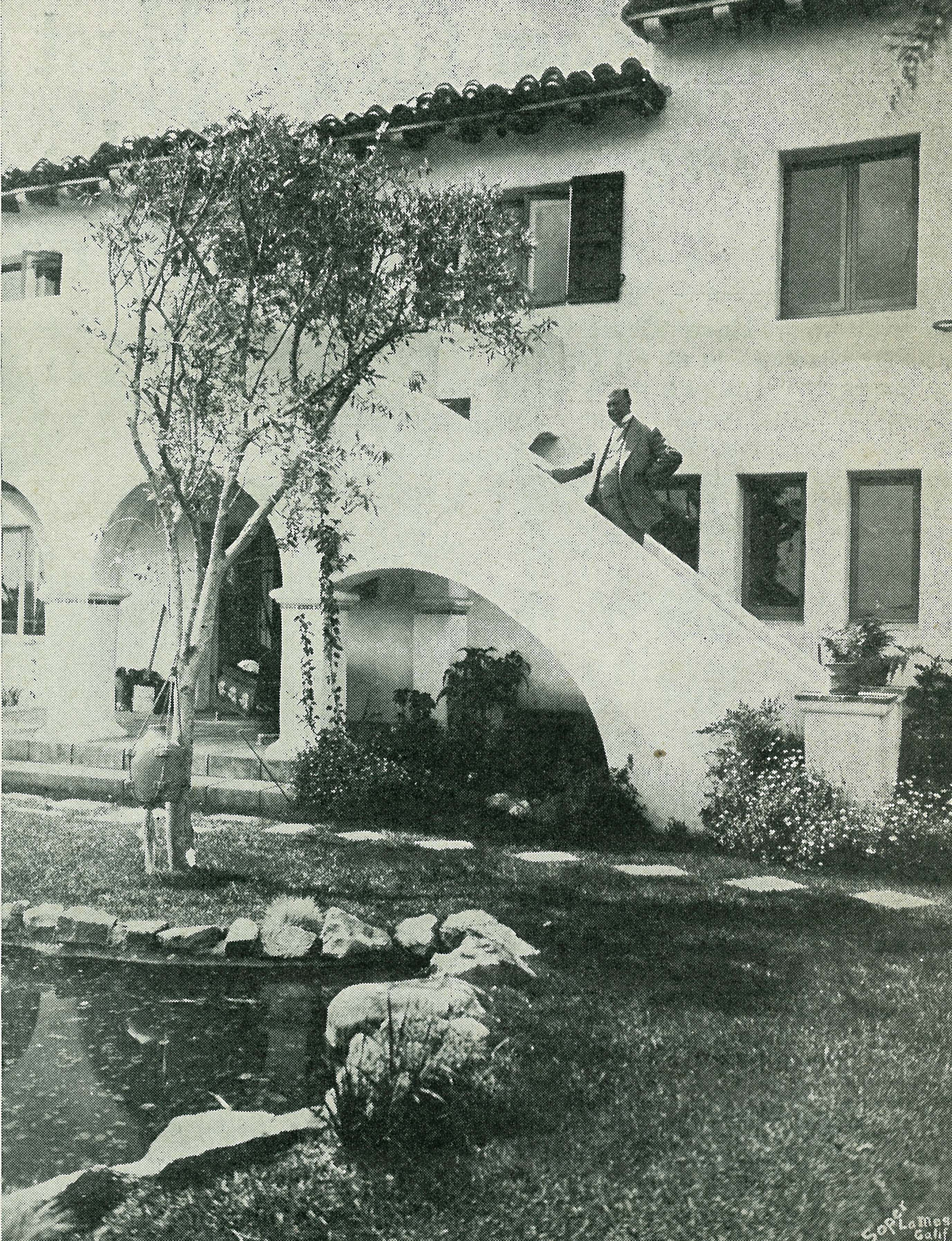
La résidence Beth Sarim construite à San Diego en Californie en 1929. Rutherford y décède en 1942.

Ayant perdu l'usage d'un poumon à la suite d'une pneumonie contractée lors de son séjour en prison de 1918 à 1919, Rutherford trouve l'hiver new-yorkais « impossible à supporter » ; son médecin lui conseille de « passer autant de temps que possible » sous un climat plus clément. En 1929, la Watch Tower Society fait construire à San Diego, en Californie, une résidence nommée Beth Sarim (littéralement « La Maison des princes »), pour qu'elle lui serve dans un premier temps de logement hivernal et ultérieurement de résidence principale,,,. Il y meurt en 1942. La villa est vendue en 1948, un article de La Tour de garde expliquant : « Elle avait pleinement rempli son rôle et n'était plus désormais qu'un monument à l'entretien très coûteux ».
Les conditions de logement de Rutherford et son comportement personnel lui valent des critiques de la part des Étudiants de la Bible et des Témoins de Jéhovah dans les années 1930. Walter F. Salter, l'ancien dirigeant de la filiale canadienne de la Watch Tower Society, écrit une lettre publique à Rutherford en 1937, le mois où il a été excommunié du mouvement, dans laquelle il déclare que Rutherford a la jouissance exclusive de résidences « luxueuses » et « coûteuses » à Brooklyn, à Staten Island, à Germany et à San Diego, ainsi que de deux Cadillac,,. Il ajoute qu'à plus d'une occasion, il a acheté pour Rutherford des caisses de whisky, de cognac, de bière et d'autres alcools et que celui-ci « buvait verre après verre »,.
En juillet 1939, Olin R. Moyle, conseiller juridique de la Société, écrit au président une lettre ouverte de démission où il se plaint du comportement, à ses yeux « excessif et inapproprié » de certains membres de la Watch Tower Society, dont Rutherford . Moyle mentionne le logement en Californie soulignant « la différence entre les logements fournis [à Rutherford] et à [ses] employés personnels, et ceux fournis à certains de [ses] frères ». Il accuse également Rutherford « de traiter mal le personnel, d'avoir des accès de colère, de faire de la discrimination et d'user d'un langage vulgaire » et condamne la « glorification de l'alcool » au sein du Béthel,,.
Penton précise que Moyle était un « abstème » et un « puritain » mais affirme que les habitudes de consommation d'alcool de Rutherford étaient « notoires » et cite, sans les nommer, les anciens employés du Béthel de Brooklyn qui rapportaient les difficultés parfois rencontrées pour faire venir au podium un Rutherford en état d'ébriété lors de ses discours publics.